# Scotogramma fallovi
Scotogramma fallovi är en fjärilsart som beskrevs av Charles Oberthür 1876. Scotogramma fallovi ingår i släktet Scotogramma och familjen nattflyn. Inga underarter finns listade.